# Club Balonmano Granollers
Club Balonmano Granollers je španjolski rukometni klub iz katalonskog grada Granollersa. Natječe se u Ligi ASOBAL. Utakmice igra u Palači športova u Granollersu koja se nalazi na adresi C/. Voluntaris'92 br. 1.

## Povijest
Klub je utemeljen 20. kolovoza 1944. godine.

## Športski uspjesi
- Španjolsko prvenstvo: (13)
  - prvaci:  1955./56., 1956./57., 1957./58., 1958./59., 1959./60., 1960./61., 1965./66., 1966./67., 1967./68., 1969./70., 1970./71., 1971./72., 1973./74.
  - doprvaci:
  - treći:

- Pirenejska rukometna liga: (1)
  - prvaci:  2008.
  - doprvaci:
  - treći:

- Katalonska rukometna liga: (1)
  - prvaci:  1985./86., 1988./89., 1989./90., 1990./91.
  - doprvaci:
  - treći:

- španjolski kup: ()
  - prvaci:  1957./58., 1969./70., 1973./74.
  - doprvaci:

- Kup ASOBAL:
  - osvajači: 1993./94.
  - finalisti:

- Superkup ASOBAL:
  - prvaci:
  - doprvaci:

- Europski rukometni superkup:
  - prvaci:
  - doprvaci: 1996.

- Kup EHF:
  - osvajači: 1994./95., 1995./96.
  - finalisti:
  - polufinalisti: 1996./97.

- Kup pobjednika kupova:
  - osvajači: 1975./76.
  - finalisti: 2009./10.

- Kup gradova:
  - osvajači:
  - finalisti:
  - polufinalisti: 1993./94.

- prvenstvo Španjolske u velikom rukometu:
  - prvaci: 1955./56., 1958./59.
  - doprvaci:
  - treći:

- prvenstvo Katalonije u velikom rukometu:
  - prvaci: 1956., 1959.
  - doprvaci:
  - treći:

## Poznati igrači
| Vratari - Patxi Pagoaga - José Perramón - Jordi Núñez - Jaume Fort - Xavier Pérez - Vicente Álamo - Venio Losert |  | Španjolski igrači - Joan Barbany - Alejandro Viaña - Vicente Calabuig - "Goyo" López - Juan Morena - José Luis Sagarribay - Eugeni Serrano - Jaume Puig - Aitor Etxaburu - Aleix Franch - Àlex Viaña |  | - - Antonio Ugalde - Mateo Garralda - Enric Masip - Jordi Fernández - Àlex Folguera - "Quino" Soler - Pérez Canca - Carlos Viver - Cristian Malmagro Viaña | Inozemni igrači - Atli Hilmarsson - Andrej Tjumencev - Veselin Vujović - Oleg Kisselev - Vjačeslav Atavin - Ljubomir Vranješ - Peter Gentzel - Patrik Ćavar |

## Poznati treneri
- Quini
- Miquel Roca
- Emilio Alonso
- José María Guiteras
- Sead Hasanefendić
- Manolo Montoya

## Vanjske poveznice
- Službene stranice
- Službene klupske stranice (katalonski, španjolski, engleski)
- | Logotip Zajedničkog poslužitelja | Zajednički poslužitelj ima još gradiva o temi Club Balonmano Granollers |
- Povijest Granollersa
- Forum[neaktivna poveznica]